# Пиролиз аэрозолей
Пиролиз аэрозолей иначе спрей-пиролиз	 (англ. aerosol spray pyrolysis сокр., ASP) — метод получения высокодисперсных порошков, основанный на термическом разложении аэрозоля раствора, содержащего катионы синтезируемого материала в стехиометрическом соотношении.

## Описание
Аэрозоль исходного раствора, обычно создаваемый при помощи ультразвукового диспергатора, током газа-носителя транспортируется через горячую зону печи, температура которой поддерживается выше температуры термического разложения солевых компонентов раствора. Образующийся продукт разложения улавливается различными фильтрами. Производительность процесса определяется преимущественно мощностью используемого ультразвукового устройства и в лабораторных условиях обычно невелика (несколько граммов конечного продукта в час). Продуктом синтеза являются высокодисперсные, обычно нанокристаллические образцы различной степени кристалличности и, в случае многокомпонентных систем, различного фазового состава.